# Brécé
Brécé é uma comuna francesa na região administrativa da Bretanha, no departamento de Ille-et-Vilaine. Estende-se por uma área de 7,16 km². Em 2010 a comuna tinha 2 127 habitantes (densidade: 297,1 hab./km²).